# Gouvernement Oddsson III
République d'Islande
Oddsson II Oddsson IV
Le gouvernement Davíð Oddsson III (Þriðja ríkisstjórn Davíðs Oddssonar) était le gouvernement de la République d'Islande du 28 mai 1999 au  23 mai 2003.

## Coalition
Dirigé par le Premier ministre conservateur sortant Davíð Oddsson, il était soutenu par une coalition gouvernementale de centre droit entre le Parti de l'indépendance (Sja) et le Parti du progrès (Fram), qui détenaient 38 députés sur 63 à l’Althing, soit 60,3 % des sièges.
Il succédait au gouvernement Davíð Oddsson II, formé en 1995 et soutenu par une coalition identique. Celle-ci ayant conservé la majorité absolue lors des élections législatives de 2003, elle a formé le gouvernement Davíð Oddsson IV.

## Composition
| Fonction                                                  | Titulaire               | Titulaire                                   | Parti |
| --------------------------------------------------------- | ----------------------- | ------------------------------------------- | ----- |
| Premier ministre                                          |                         | Davíð Oddsson                               | Sja   |
| Ministre des Affaires étrangères                          |                         | Halldór Ásgrímsson                          | Fram  |
| Ministre des Finances                                     |                         | Geir Haarde                                 | Sja   |
| Ministre de la Pêche                                      |                         | Árni Mathiesen                              | Sja   |
| Ministre de la Justice et des Affaires ecclésiastiques    |                         | Sólveig Pétursdóttir                        | Sja   |
| Ministre de l'Industrie et du Commerce                    |                         | Finnur Ingólfsson (jusqu'au 31/12/1999)     | Fram  |
| Ministre de l'Industrie et du Commerce                    | Valgerður Sverrisdóttir |                                             | Fram  |
| Ministre de la Santé et de la Sécurité sociale            |                         | Ingibjörg Pálmadóttir (jusqu'au 14/04/2001) | Fram  |
| Ministre de la Santé et de la Sécurité sociale            | Jón Kristjánsson        |                                             | Fram  |
| Ministre de l'Éducation, de la Culture et de la Recherche |                         | Björn Bjarnason (jusqu'au 02/03/2002)       | Sja   |
| Ministre de l'Éducation, de la Culture et de la Recherche | Tómas Ingi Olrich       |                                             | Sja   |
| Ministre de l'Agriculture                                 |                         | Guðni Ágústsson                             | Fram  |
| Ministre des Transports                                   |                         | Sturla Böðvarsson                           | Sja   |
| Ministre des Affaires sociales                            |                         | Páll Pétursson                              | Fram  |
| Ministre de l'Environnement                               |                         | Siv Friðleifsdóttir                         | Fram  |